# Fritz Schröder (Politiker, 1891)
Fritz Schröder (* 3. Januar 1891 in Tangermünde; † 16. August 1937 in Hamburg) war ein deutscher Politiker (SPD).

## Leben und Wirken
Nach dem Besuch der Volksschule und einer höheren Privatschule absolvierte Schröder eine kaufmännische Lehre. Ergänzend dazu wurde er an der Handelsschule ausgebildet. Anschließend arbeitete er bis 1914 als kaufmännischer Angestellter. 1909 trat er in die SPD ein. Von 1914 bis 1933 amtierte er als hauptamtlicher Geschäftsführer des Zentralverbandes der Angestellten in Berlin. Daneben engagierte er sich in der sozialdemokratischen Partei sowie in der Gewerkschaftspresse. 1918/19 war er Mitglied des Provisorischen Nationalrates in Bayern und dessen Erster Vizepräsident.
Am 28. April 1933 trat Schröder im Nachrückverfahren für den ausgeschiedenen Abgeordneten Kurt Löwenstein in den letzten Reichstag der Weimarer Republik beziehungsweise den ersten Reichstag nach der „Machtergreifung“ der Nationalsozialisten ein, in dem er bis zu seinem erzwungenen Ausscheiden am 22. Juni desselben Jahres den Wahlkreis 3 (Potsdam II) vertrat. Später ging Schröder in die Emigration in den Niederlanden.